# New Deal (Großbritannien)
Als New Deal wurde in Anlehnung an den amerikanischen New Deal der 1930er Jahre die Arbeitsmarktpolitik der Labour-Regierung im Vereinigten Königreich im Jahr 1998 bezeichnet. Deren Ziel war, die Verringerung der Arbeitslosigkeit durch Anbieten von Schulungen, staatliche Finanzierung von Arbeitsplätzen und freiwillige Arbeit durch Arbeitslose zu erreichen.

## Programme
New Deal war ursprünglich zur Beeinflussung der Jugendarbeitslosigkeit konzipiert (18- bis 24-Jährige). Inzwischen gibt es Programme auch für andere Gruppen:
- New Deal for Young People (NDYP) – für arbeitslose Jugendlichen (im Alter von 18–24 Jahren)
- New Deal 25+ (ab 25 Jahre) für Erwachsene, die arbeitslos sind
- New Deal for Lone Parents – Alleinerziehende mit Kindern im Schulalter
- New Deal für Behinderte – unterstützt Bezieher von Invaliditätsrente, wieder zu arbeiten
- New Deal 50+ für Menschen in der Altersgruppe fünfzig Jahre und älter
- New Deal für Musiker – für angehende arbeitslose Musiker

## Einzelnachweis
1. ↑  Britisches Parlament (Memento des Originals vom 12. August 2012 auf WebCite)  Info: Der Archivlink wurde automatisch eingesetzt und noch nicht geprüft. Bitte prüfe Original- und Archivlink gemäß Anleitung und entferne dann diesen Hinweis., abgerufen am 10. Januar 2012.